# Derhamn
Derhamn (estniska: Dirhami) är en by i landskapet Läänemaa i västra Estland, 75 km väster om huvudstaden Tallinn. Den hade 14 invånare år 2011. Den ligger i den del av Nuckö kommun som ligger på fastlandet, norr om halvön Nuckö. Byn ligger på Estlands västkust mot Östersjön, vid Derhamnsbukten som avgränsas i sydväst av Derhamnsudden och i norr av Spithamnsudden. 
Från dess hamn utgår färjor till Odensholm. Den ligger i det område som traditionellt har varit bebott av estlandssvenskar och även det svenska namnet på byn är officiellt.